# Stare Szkoty

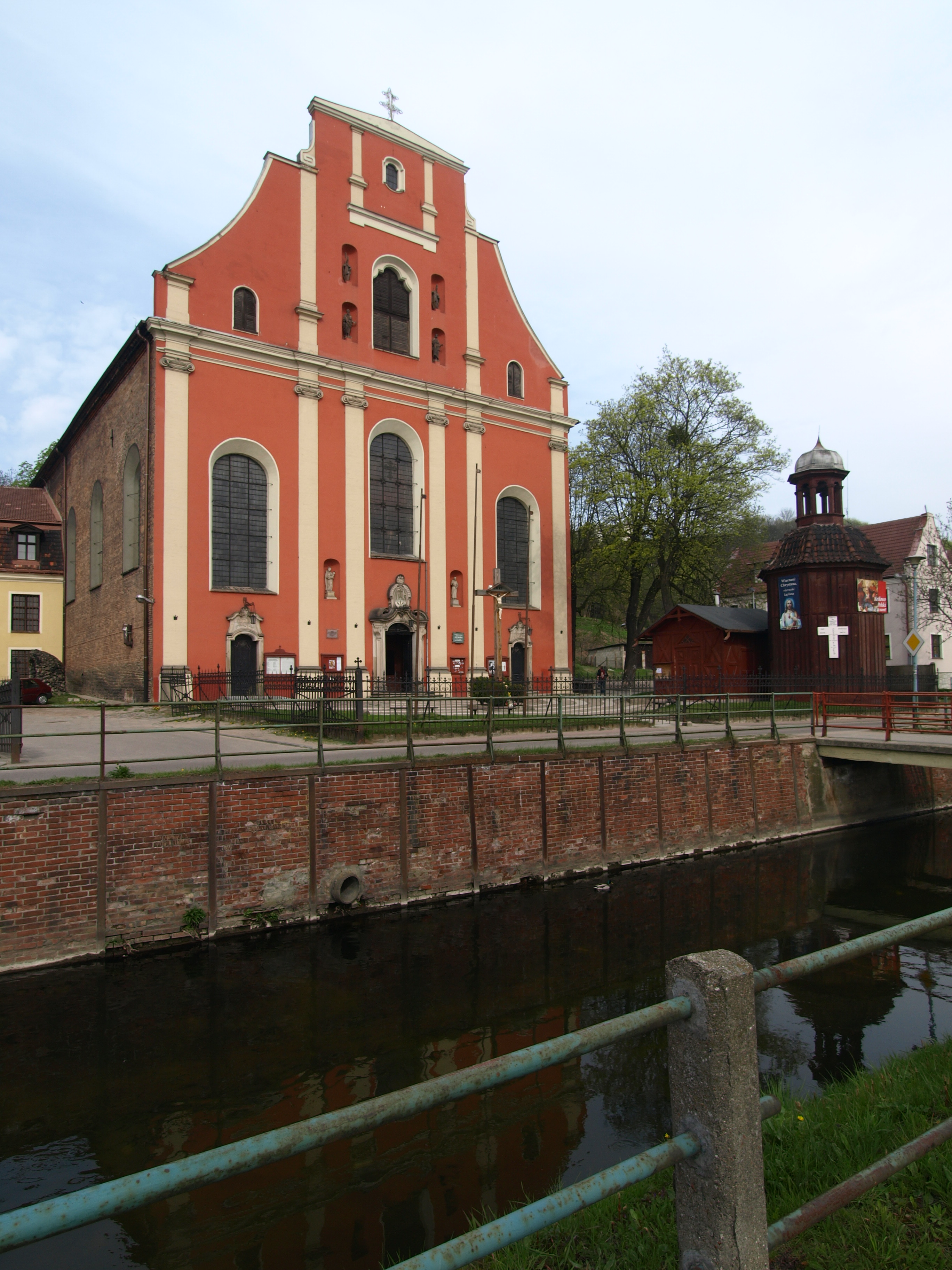
Kirche des heiligen Ignatius von Loyola

Stare Szkoty (deutsch Alt-Schottland, Altschottland) ist ein Ortsteil von Danzig in Polen.

## Lage

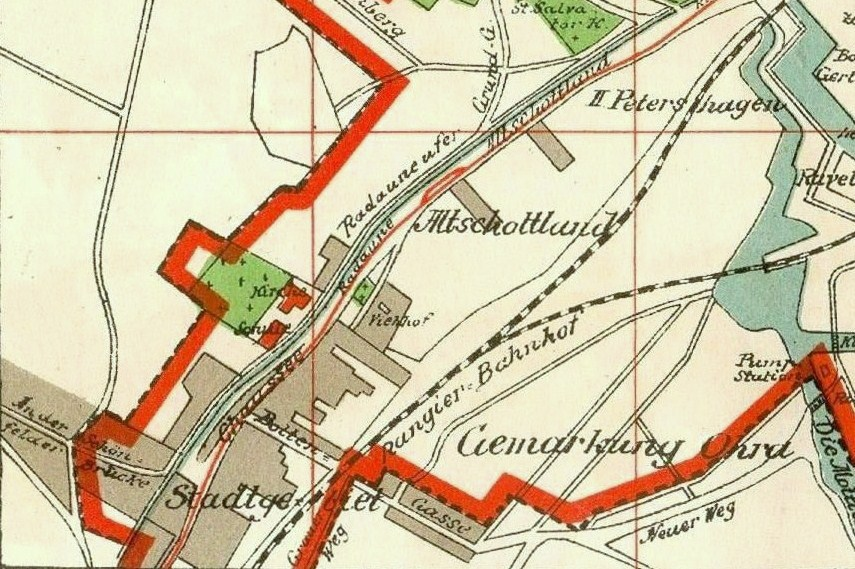
Altschottland 1912

Der Ort liegt südlich der Innenstadt, an der Schnellstraße Trakt Św. Wojciecha (St.-Adalbert-Chaussee).
Er gehört größtenteils zum Stadtbezirk Orunia-Św. Wojciech-Lipce, einige Gartengrundstücke im Nordwesten zu Chełm.

## Geschichte
Der Ort lag an einer wichtigen Handelsstraße, die von Süden nach Danzig führte. Das Gebiet gehörte spätestens seit dem 14. Jahrhundert zum weltlichen Territorium der Bischöfe von Kujawien, als Exklave im Deutschordensland. Seit dem 15. Jahrhundert lebten schottische Siedler dort, die aus religiösen und wirtschaftlichen Gründen hierher gekommen waren. Die meisten von ihnen waren Protestanten. Ende des 15. Jahrhunderts kamen mennonitische Glaubensflüchtlinge vor allem aus den Niederlanden dazu, später außerdem jüdische Siedler, die sich nicht in Danzig niederlassen durften. Schottland entwickelte sich zu einem wichtigen Zentrum von Handwerk und Gewerbe, das den Gilden in Danzig auf den dortigen Märkten erhebliche Konkurrenz machte und deshalb von ihnen immer wieder bekämpft wurde. 1592 ließen sich hier auch noch katholische Jesuiten nieder, die 1621 ein Collegium (Schule) eröffneten, als Konkurrenz zum Gymnasium in der Stadt. Der Ort wurde zum Zentrum der mennonitischen, katholischen und jüdischen Minderheiten, die in Danzig große Schwierigkeiten hatten, sich niederzulassen und wirtschaftlich tätig zu werden. 
Die Siedlung wurde bei militärischen Kämpfen um Danzig im Laufe der Jahrhunderte mehrmals erheblich beschädigt, auch von den Soldaten der Stadt Danzig, die aus vermeintlich militärstrategischen Gründe diesen Konkurrenzstandort jeweils teilweise zerstörten.
Etwa seit dem frühen 18. Jahrhundert wurde er Alt-Schottland genannt, in Unterscheidung zu Neu-Schottland, das nördlich von Danzig entstanden war.
Nach der preußischen Eroberung Westpreußens wurde 1773 die Stadt Stolzenberg gebildet, in der mehrere Orte  zusammengefasst wurden, als Konkurrenz zu Danzig, das zu dieser Zeit noch zu Polen gehörte, und erst 1795 preußisch wurde.
Seit 1814 gehörte Alt-Schottland administrativ zur Stadt Danzig. Es entwickelte sich nun zu vor allem zu einem Wohnort von Arbeitern.
Gegenwärtig gibt es nur noch wenige Wohnhäuser im Ortsteil Stare Szkoty, der vom Verkehrsaufkommen der nahegelegenen Schnellstraße  geprägt ist.

## Kultur und Sehenswürdigkeiten
Bestehende Sehenswürdigkeiten
- Kirche des heiligen Ignatius von Loyola, 18. Jahrhundert, ehemalige Jesuitenkirche
- Alte Schule, 17. Jahrhundert

Ehemalige Anlagen
- Jesuitenniederlassung mit Collegium
- Kloster des Hospitalordens des heiligen Johannes von Gott, 17. bis frühes 19. Jahrhundert
- Mennonitenkirche
- Synagoge